# Suitucancha (distrito)
Suitucancha é um distrito do peru, departamento de Junín, localizada na província de Yauli.

## Transporte
O distrito de Suitucancha não é servido pelo sistema de estradas terrestres do Peru.